# Et à mon neveu Albert, je lègue l'île que j'ai gagnée au poker...
Et à mon neveu Albert, je lègue l'île que j'ai gagnée au poker... (en anglais : And to My Nephew Albert I Leave the Island What I Won off Fatty Hagan in a Poker Game) est un roman de David Forrest, nom de plume de Robert Forrest-Webb et David Eliades. C'est le roman le plus connu des auteurs sous ce pseudonyme.

## Thème
Publié en 1969, le roman raconte l'histoire d'un équipage de la marine soviétique qui s'échoue par mégarde sur une île appartenant à un jeune homme, Albert. Le navire (le Dmitri Kirov), qui est un navire espion, est échoué en plein dans l'archipel des Îles Scilly et il faudra plusieurs semaines, si ce n'est plusieurs mois, pour le réparer. Afin d'éviter que le matériel ultrasecret tombe entre les mains des services de contre-espionnage américain et britannique, le gouvernement soviétique achète à Albert la moitié de l'île, là où le navire a pris l'eau.
Quand les services secrets américains découvrent l'échouage du navire espion, ils s'empressent d'acheter l'autre moitié de l'île. Par la suite, sur un ton humoristique, l'auteur présente l'étrange coexistence entre Russes et Américains sur cette petite île. Cette coexistence froide va se transformer en amitié, avec la création de liens plus qu'amicaux. Américains et Russes vont d'ailleurs coopérer pour créer un alambic secret permettant de faire de l'alcool pour leurs fêtes et beuveries communes...

## Roman-feuilleton
La version française du roman est publiée en juin 1970 en feuilleton dans Le Monde. 

## Traductions
Le roman a été traduit en français, espagnol, allemand, danois et en turc.